# Васил Любенов
Васил Миленов Любенов е български офицер, генерал-майор.

## Биография
Роден е на 11 август 1896 г. в Пловдив. През 1917 г. завършва Военното училище в София. От 1941 г. е командир на дружина в Кавала. Същата година е назначен за командир на петдесет и осми пехотен гюмюрджински полк. На 10 ноември 1944 г. е назначен за командир на трета пехотна балканска дивизия.. Награждаван е с орден „За храброст“ III степен, 2 клас и орден „Свети Александър“ III степен, м.с. Излиза в запас през 1945 г. През септември 1946 г. е избран за председател на новосъздадения Клуб за изкуство и наука - Сливен.

## Военни звания
- Подпоручик (1 август 1917)
- Поручик (30 юни 1919)
- Капитан (1926)
- Майор (6 май 1935)
- Подполковник (6 май 1939)
- Полковник (3 октомври 1942)
- Генерал-майор (5 май 1945)